# Egid Fritsch
Egid Fritsch byl rakouský politik německé národnosti z Dolních Rakous, během revolučního roku 1848 poslanec Říšského sněmu.

## Biografie
Roku 1849 se uvádí jako Egid Fritsch, láník a řezník v Paasdorfu.
Během revolučního roku 1848 se zapojil do veřejného dění. Ve volbách roku 1848 byl zvolen i na ústavodárný Říšský sněm. Zastupoval volební obvod Zistersdorf. Tehdy se uváděl coby láník a řezník. Řadil se ke sněmovní levici.